# Імуногістохімія

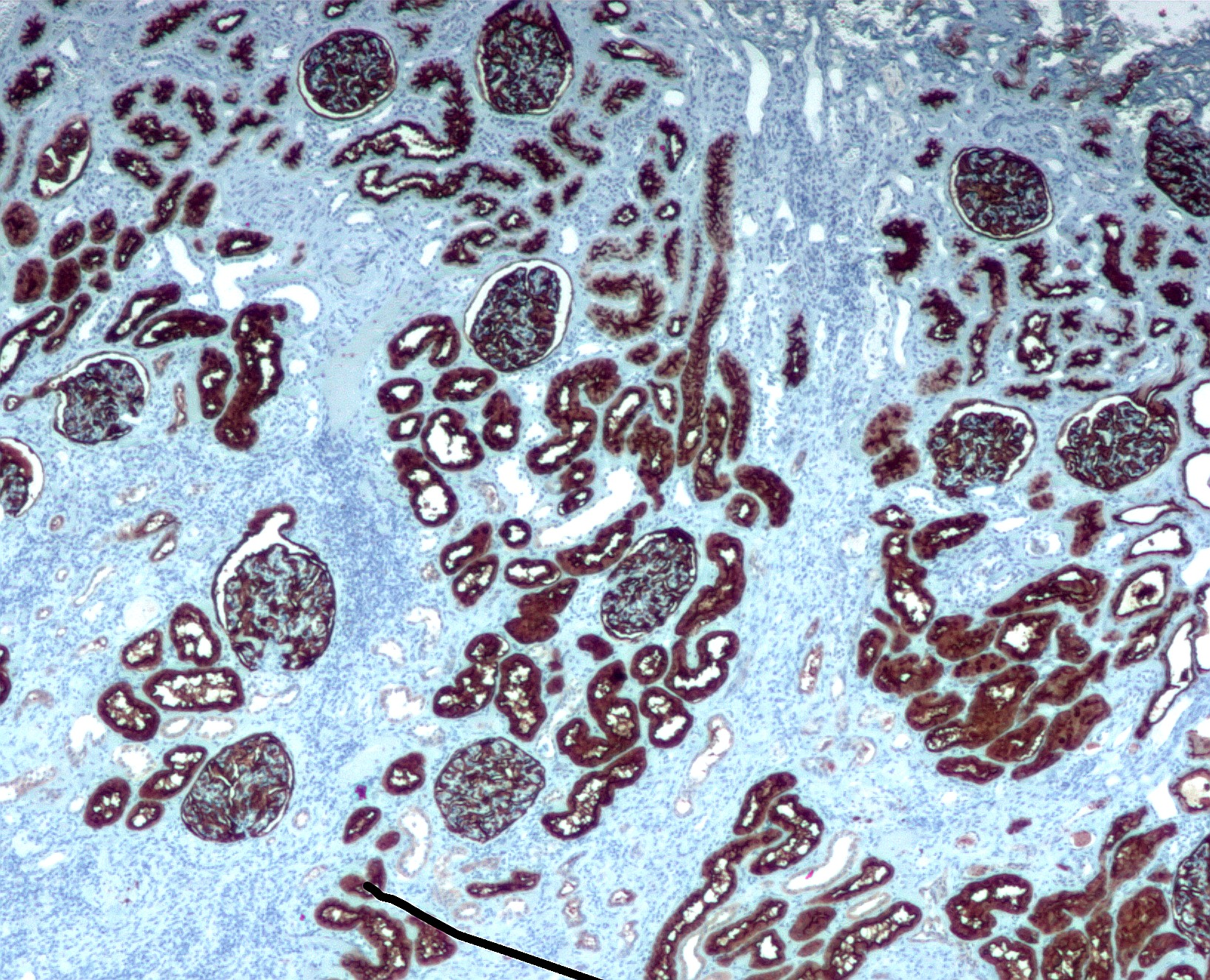
Визначення протеїну CD10 в тканині нирки за допомогою ІГХ

Імуногістохімія або ІГХ — аналітичний метод визначення протеїнів (антигенів) у клітинах біологічних тканин на основі реакції антиген-антитіло. Не слід плутати ІГХ з імуноцитохімією, де той самий принцип застосовують для визначення епітопів в окремих клітинах. Засновниками імуногістохімічного методу є група дослідників під керівництвом Альберта Кунса (Albert Coons), які в 1941 р. вперше отримали мічені флюоресцеїном антитіла та використали їх на практиці. Розробка Кохлером і Мілстейном (1975) гібридомної технології стала кардинальною подією в імуногістохімії, що дозволила отримувати високоспецифічні антитіла у великих обсягах, та дала можливість використовувати імуногістохімію у рутинній клінічній практиці.

## Зразки для ІГХ
ІГХ можна проводити на свіжезаморожених зразках або, найчастіше, на фіксованих в формаліні та залитих у парафінові блоки тканини. Залиту в парафіні тканину мікротом нарізує у тонкий шар (4-5 мкм), якого зафіксовують на скельці для проведення подальших етапів ІГХ.

## Методи ІГХ
ІГХ можна проводити прямим або непрямим методами. При прямому методі використовують лише первинні антитіла, мічені хромогенними або флуоресцентними репортерами для їх візуалізації. Використовують рідко, оскільки в цьому випадку отриманий сигнал може бути досить слабким. Непрямий метод дозволяє посилити сигнал від комплексів антиген-антитіло за допомогою застосування додаткових реагентів, зокрема вторинних антитіл.

## Первинні антитіла
Для визначення епітопів у досліджуваній тканині за допомогою ІГХ, застосовують моноклональні або поліклональні антитіла, що мають здатність зв'язуватись виключно з досліджуваним протеїном, якщо він присутній в тканині. Більш специфічними є моноклональні антитіла.

## Вторинні антитіла
Специфічно зв'язуються з комплексом первинне антитіло+антиген у досліджуваній тканині. Вторинні антитіла мають у своїй структурі ферменти (пероксидаза хріну, лужна фосфатаза), завдяки яким комплекс антиген-антитіло-вторинне антитіло може бути візуалізований при реакції з хромогенним субстратом (діамінобензидин, BCIP тощо).

## Сфери застосування ІГХ
ІГХ має застосування як в науково-дослідній, так і в рутинній клінічній практиці.

### Наукові дослідження
Даний метод широко застосовують у базовій науково-дослідній роботі для визначення протеїнів або для підтвердження результатів інших методів дослідження білків, чи більш точних методів — мас-спектрометрія, ПЛР у реальному часі.

### Клінічна практика
ІГХ часто є вирішальною в діагностиці пухлин. Так, за різними даними, після проведення імуногістохімічного дослідження первинний гістологічний діагноз змінили у 20% — 40% випадків. Крім того, ІГХ активно застосовують для визначення експресії естрогенових та прогестеронових рецепторів при раку молочної залози, на основі чого визначають подальшу тактику лікування. За допомогою ІГХ визначають маркери проліферації при раку щитоподібної залози.  Таким чином, ІГХ використовують у рутинній клінічній роботі для встановлення діагнозу та прогнозування ефективності терапії. Наприклад, всі дрібноклітинні лімфоми (пухлини з лімфоцитів) схожі у рутинно-забарвлених препаратах, їх складають клітини, які вкрай важко відрізнити навіть від нормальних лімфоцитів. Але всі лімфоцити поділяють на велику кількість груп за їх функцією. Їх розрізняють за складом рецепторів на мембрані. Ці рецептори є білковими молекулами, до яких отримані антитіла, що і використовують для імуногістохімічного фарбування. Із кожного типу лімфоцитів може виникати пухлина — лімфома. В їх лікуванні використовують хімієтерапію. Склад препаратів, що входять до схеми лікування, різний в залежності від типу лімфоцитів, з яких виникла пухлина. Таким чином, схема хімієтерапії підходить під конкретний тип лімфоми. Якщо вибрати неправильну схему терапії, то вона буде або неефективною, або навіть згубною. На сьогодні існує більше 50 видів лімфом і дещо менше режимів хімієтерапії. Тому ефективне лікування лімфом повністю залежить від правильності встановлення діагнозу, яке неможливе без імуногістохімічного дослідження. Використовують цей метод і в діагностиці деяких непухлинних захворювань. За його результатами лікарі вибирають найбільш ефективний тип лікування, найефективніший у даного конкретного хворого.
Експрес-тести, які ґрунтуються на методі ІГХ, використовують для діагностики багатьох інфекційних захворювань, зокрема малярії, ВІЛ-інфекції, грипу H1N1. 